# Нітрати (мінерали)
Нітрати природні (рос. нитраты природные, англ. natural nitrates; нім. natürliche Nitrate n pl) — клас мінералів, солей азотної кислоти HNO3 з острівною будовою. Через високу розчинність у воді більшість є порівняно рідкісними мінералами.

## Загальний опис
Усього в класі природних нітратів виділяють 9 мінералів, з яких промислові скупчення утворюють тільки натрієва селітра NaNO3 і калійна селітра KNO3. Форми виділення — землиста і порошкувата маса, нальоти, вицвіти, рідше — зернисті агрегати.
Природні нітрати утворюються в природі в осн. двома шляхами: біогенним (при гнитті органічних решток) і внаслідок окиснення азоту атмосфери при грозових розрядах або під дією сонячної радіації.
Біогенні природні нітрати виникають внаслідок діяльності нітробактерій у багатих органічною речовиною ґрунтах. Необхідною умовою для накопичення природних нітратів є жаркий сухий клімат, в іншому випадку нітрат інтенсивно вилуговується.
Переважна форма виділення біогенних природних нітратів — ґрунтові вицвіти. Останні поширені на багатих гумусом ґрунтах долини річки Ганг (Індія), а також в Алжирі, Італії, Угорщині, Франції, країнах Центральної Азії.